# Mosquiter de Hainan
El mosquiter de Hainan (Phylloscopus hainanus) és una espècie d'ocell de la família dels fil·loscòpids (Phylloscopidae). És endèmic de l'illa de Hainan, al sud-est de la Xina. Els seus hàbitats principals són els boscos tropicals i subtropicals de frondoses humits de les terres baixes i de l'estatge montà. El seu estat de conservació es considera vulnerable.